# 飾眼直線脂鯉
飾眼直線脂鯉，中文俗名红唇可卡，為輻鰭魚綱脂鯉目脂鯉亞目脂鯉科的其中一個種，為熱帶淡水魚，分布於南美洲巴西Sepotuba河流域，體長可達4.8公分，棲息在沙底質且流動快速的溪流，生活習性不明。

## 扩展阅读
- 維基物種上的相關：飾眼直線脂鯉